# C-Sky
C-Sky株式会社（しーすかい）は、商業施設・オフィスのデザイン・設計・内装を行う企業である。商業空間以外にも、住宅やマンションのリノベーションも行う。本社は東京都新宿区においている。

## 概要
C-Sky株式会社は、主に飲食店、エステティックサロン、ショップなどの様々な商業施設デザインと内装を行っている。その他にも、コマーシャルオフィスや介護・医療施設、住宅やマンションのリノベーションも手掛け、あらゆる空間作りの企画・デザイン・設計・施工までをトータルで行う。

## 沿革
- 1973年（昭和48年）創業
- 1978年（昭和53年）2月　センチュリースカイ株式会社を設立。
- 2010年（平成22年）10月　C-Sky株式会社へ社名変更。
- 2014年（平成26年）9月　C-Sky株式会社破産申請。